# Wilfred Penfold Wyatt
Wilfred Penfold Wyatt, britanski general, * 1889, † 1966.